# HM Fort Roughs
HM Fort Roughs là một trong những pháo đài được xây dựng trong Thế Chiến II được thiết kế bởi Guy Maunsell, mục đích của nó là bảo vệ cảng Harwich, Essex, và rộng hơn là cửa sông Thames. Việc lắp đặt hải quân nhân tạo 4.500 tấn này ở một số khía cạnh tương tự như các dàn khoan dầu ngoài khơi "cố định" . Nó nằm trên Rough Sands, một bãi cát nằm cách bờ biển của Suffolk khoảng 11 km (6 hải lý) và 13 km (7 hải lý) từ bờ biển của Essex. Ngày nay, nó là vị trí và thủ đô trên thực tế của vi quốc gia Sealand.